# Aššur-réša I.
Aššur-réša I. nebo Aššur-réš-iši (dosl. Aššur je šťastný) byl asyrským králem panujícím v letech 1133–1115 př. n. l. Na trůn nastoupil po svém otci Mutakkil-Nuskuovi, jeho nástupcem se stal syn Tiglatpilesar I.
Během své vlády válčil Aššur-réša s Elamity a musel se bránit pronikání Aramejců na své území. Podnikl i výpravu do krajů v pohoří Zagros. Konflikt s Babylonií skončil v králův prospěch, když se mu podařilo odrazit útok babylonského krále Ninurta-Nádin-Šumiho na město Arbil.
| Králové Asýrie             | Králové Asýrie                    | Králové Asýrie             |
| -------------------------- | --------------------------------- | -------------------------- |
| Předchůdce: Mutakkil-Nusku | 1133–1115 př. n. l. Aššur-réša I. | Nástupce: Tiglatpilesar I. |